# Petzval (cràter)

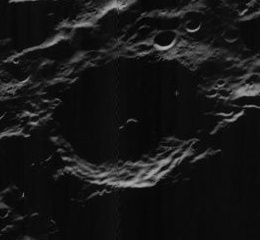
Imatge obliqua de la missió Lunar Orbiter 5, mirant a l'oest

Petzval és un cràter d'impacte que es troba en les latituds sud de la cara oculta de la Lluna. Aquest cràter es localitza al sud del cràter de major grandària Lippmann, i al nord de Doerfel. Va rebre aquest nom en memòria de l'inventor hongarès d'origen familiar alemany József Miksa Petzval.
Es tracta d'una formació moderadament desgastada, amb perfils arrodonits i poc definits a causa de l'erosió generada per altres impactes. Solament es localitzen alguns petits craterets en algunes parts de la vora i de la paret interna. Algunes estructures terraplenades gairebé derruïdes apareixen en zones de la paret interior situades a l'est i al sud. Dins de l'interior es localitzen petits cràters en les seccions sud-oest i nord-est del sòl. Prop del punt cenral mostra un pic central desgastat.
Petzval es troba al sud-oest de la Conca Mendel-Rydberg, una depressió formada per un impacte de 630 km de diàmetre del Període Nectarià, i en el marge sud-est de la Conca Aitken, del Període Prenectarià.

## Cràters satèl·lit
Per convenció aquests elements són identificats en els mapes lunars posant la lletra en el costat del punt central del cràter que està més proper a Petzval.
|         | \| Petzval \| Coordenades \| Diàmetre \| \| ------- \| -------------------------------------- \| -------- \| \| C \| 60° 18′ S, 107° 48′ O / 60.3°S,107.8°O \| 52 km \| \| D \| 60° 12′ S, 105° 54′ O / 60.2°S,105.9°O \| 23 km \| |          |
| Petzval | Coordenades | Diàmetre |
| C       | 60° 18′ S, 107° 48′ O / 60.3°S,107.8°O | 52 km    |
| D       | 60° 12′ S, 105° 54′ O / 60.2°S,105.9°O | 23 km    |